# Mackinac Island (meteorito)
Mackinac Island es el tercer meteorito encontrado en la superficie de Meridiani Planum, que se ubica 2 grados al sur del ecuador de Marte, en la parte más occidental del Sinus Meridiani. Descubierto por el rover Opportunity el 13 de octubre de 2009.
Los otros meteoritos fueron Shelter Island y Block Island.
Pudo haber caído en Marte en el período tardío de Noachian y está muy desgastado.